# 宇治清高
宇治 清高（うじ きよたか、1993年12月19日 - ）は、日本の俳優、モデル。

## 略歴
2008年に俳優デビュー。以降、テレビドラマやCMなどに出演。
2014年、『ウルトラマンギンガS』で、もう一人の主人公であり、ウルトラマン ビクトリーに変身する青年・ショウを演じた。
2015年11月、7年間所属していたスターダストプロモーションを退所。現在はフリーで活動中。
2023年8月、一般女性との結婚を発表。

## 人物
- 趣味は筋トレ・アウトドア・紅茶葉収集。
- 特技はスキー（上級コースOK）、スノボ（トリック）、野球、バスケットボール、パーソナルトレーナー。

## 出演
太字は主演・メインキャスト。

### テレビドラマ
- 私が子どもだったころ〜田中裕二篇〜（2008年9月、NHKデジタル衛星ハイビジョン）
- Goro's Barドラマスペシャル〜世界に一つだけの花サカス!?〜（2009年3月10日、TBS）
- 満福少女ドラゴネット（2010年7月3日 - 9月25日、テレビ神奈川） - 蒲生鉄馬 / 怪盗ダルメシアン 役
- 桜からの手紙 〜AKB48 それぞれの卒業物語〜（2011年2月26日 - 3月6日、日本テレビ） - 柏木仁 役[4]
- 仮面ライダーシリーズ（テレビ朝日）
  - 仮面ライダーフォーゼ 第5・6話（2011年10月2日・9日） - 新田文博 / ユニコーン・ゾディアーツ 役
  - 仮面ライダーリバイス 第19・20話（2022年1月23日・1月30日）- 田淵竜彦 役
- ブラックボード〜時代と戦った教師たち〜 第2夜（2012年4月6日、TBS） - 古沢実 役
- 超再現!ミステリー 風少女（2012年7月31日、日本テレビ） - 斎木亮 役
- ビギナーズ! 第7話（2012年8月30日、TBS）
- 斉藤さん2（2013年7月13日 - 9月21日、日本テレビ） - 木津大輔 役
- ウルトラシリーズ（テレビ東京）
  - ウルトラマンギンガS（2014年7月15日 - 12月23日） - ショウ 役
  - ウルトラファイトビクトリー（2015年3月31日 - 6月23日） - 主演・ショウ 役
  - ウルトラマンX 第13・14話（2015年10月13日・20日） - ショウ 役[5]
- 世にも奇妙な物語 2014年 秋の特別編「捨てられない女」（2014年10月18日、フジテレビ） - 男 役
- トレース〜科捜研の男〜 第7話（2018年）
- ハイポジ 1986年、二度目の青春。（2020年1月11日 - 3月28日、テレビ大阪・BSテレ東） - トラオ 役

### 映画
- ちゃんと伝える（2009年、ギャガ）- 青年時代の北史郎 役
- 誰かが私にキスをした（2010年、東映）
- 嘘つきみーくんと壊れたまーちゃん（2011年、角川映画） - 菅原道真 役
- 劇場版 神聖かまってちゃん ロックンロールは鳴り止まないっ（2011年、SPOTTED PRODUCTIONS）
- Another（2012年、東宝） - 勅使河原隼人 役
- 仮面ライダーフォーゼ THE MOVIE みんなで宇宙キターッ!（2012年、東映） - 新田文博 役（友情出演）
- 悪の教典（2012年、東宝） - 松井翼 役
- ウルトラシリーズ（松竹）
  - 劇場版 ウルトラマンギンガS 決戦!ウルトラ10勇士!!（2015年） - ショウ 役
  - 劇場版 ウルトラマンオーブ 絆の力、おかりします!（2017年） - ウルトラマンビクトリー（声） 役[6]
  - 劇場版 ウルトラマンタイガ ニュージェネクライマックス（2020年） - ショウ 役[7]
- ドクムシ（2016年、松竹メディア事業部） - トシオ 役[8]
- 唐人街探偵 東京MISSION（原題：唐人街探案3）（2021年、中国映画）- 刑事 役
- 美しき誘惑-現代の「画皮」-（2021年5月、日活）- 長田裕也 役
- HE-LOW THE FINAL（2022年）

### 舞台
- SEPT Vol.8「MIRRORION」（2018年、銀座・博品館劇場） - 主演・成瀬大空 役

### ウェブドラマ
- ウルトラシリーズ
- ウルトラギャラクシーファイト ニュージェネレーションヒーローズ（2019年） - ウルトラマンビクトリーの声 役[9]
- ウルトラギャラクシーファイト 運命の衝突（2021年 - 2022年） - ウルトラマンビクトリーの声 役

### バラエティ
- 不可思議探偵団（2010年4月 - 2011年9月、日本テレビ） - 不定期出演

### CM
- 全日本空輸（2008年8月）
- 市進学院（2008年11月）
- 資生堂「シーブリーズ」（2010年4月）
- ヤクルト本社「ヤクルトの乳性飲料 ミルージュ」（2014年5月）
- バンダイ「DXビクトリーランサー」（2014年6月）
- JR東日本 JR SKI SKI「ぜんぶ雪のせいだ。」篇（2014年12月 - 2015年）
- バンダイ「DXナイトティンバー」（2015年3月）

### オリジナルビデオ
- リバイスForward 仮面ライダーライブ&エビル&デモンズ（2023年5月10日、東映ビデオ） - 田淵竜彦 役[10][11]

### ミュージック・ビデオ
- GReeeeN「キセキ」（2008年5月28日）
- アンジェラ・アキ「手紙 〜拝啓 十五の君へ〜」（2008年9月17日）
- SEAMO「始まりと終わり」（2010年2月17日）
- LOVE「わたしあうもの」（2010年3月10日）
- INFINITY16 welcomez MINMI & JAY'ED「雨のち晴れ」（2012年4月25日）

### 玩具
- DXアークキューブPremium ニュージェネレーションスターズセット01（2024年12月）